# 四時ダム
四時ダム（しときダム）は、福島県いわき市、二級河川・鮫川水系四時川に建設されたダム。高さ83.5メートルのロックフィルダムで、洪水調節・上水道・工業用水を目的とする、福島県営の多目的ダムである。ダム湖（人造湖）の名は四時湖（しときこ）という。

## 概要
福島県鮫川水系ダム管理事務所が管理する県営ダムで、鮫川の治水といわき市南部地域への利水を目的とした特定多目的ダムであり、鮫川本流の高柴ダムとともに鮫川の治水に資している。

## 歴史
四時川下流部は堤防の改修工事が進んでおらず水害に悩まされてきた地域であり、特に1964年（昭和39年）、1966年（昭和41年）には大きな水害に見舞われていた。また、1966年のいわき市の成立、新産業都市指定により、流域の沿岸部の勿来地区の工業地帯の発展による工業用水の確保と、人口増加が見込まれることにより四時川下流の四時堰からの上水道の取水では足りなくなることが目に見えていたため、四時川・鮫川流域の洪水調節、上水道・工業用水の確保を目的に1968年（昭和43年）に予備調査、1970年（昭和45年）に実施計画調査開始が開始、1973年（昭和48年）に事業採択、1978年（昭和53年）に本体工事が着工され、1983年（昭和58年）8月に完成した。施工は前田建設工業。総事業費は174億5千万円。この工事にあわせ、流域を通る国道289号の改良工事が行われ、四時トンネルなどが開通した。

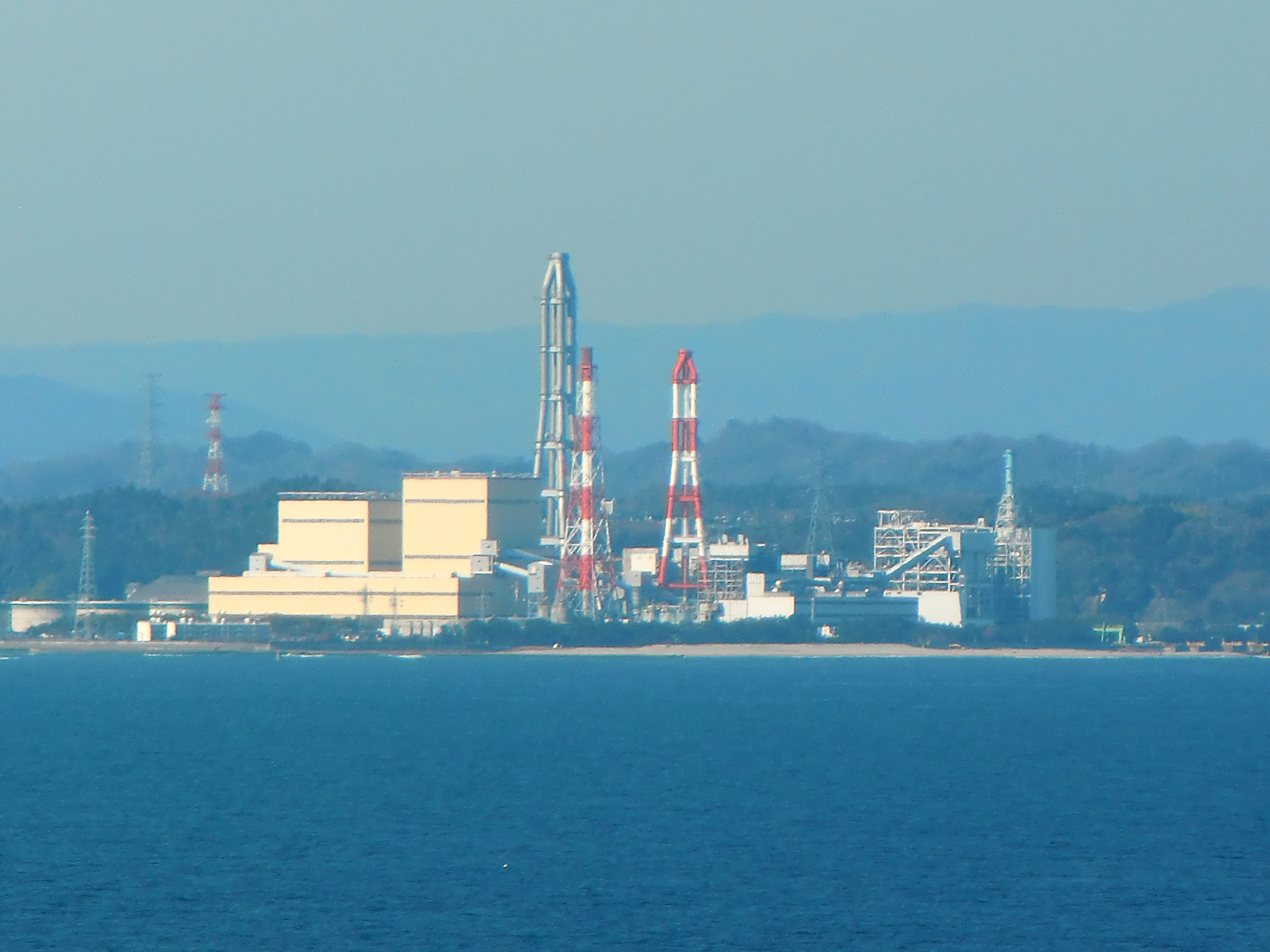
工業化めざましい鮫川河口（勿来発電所）
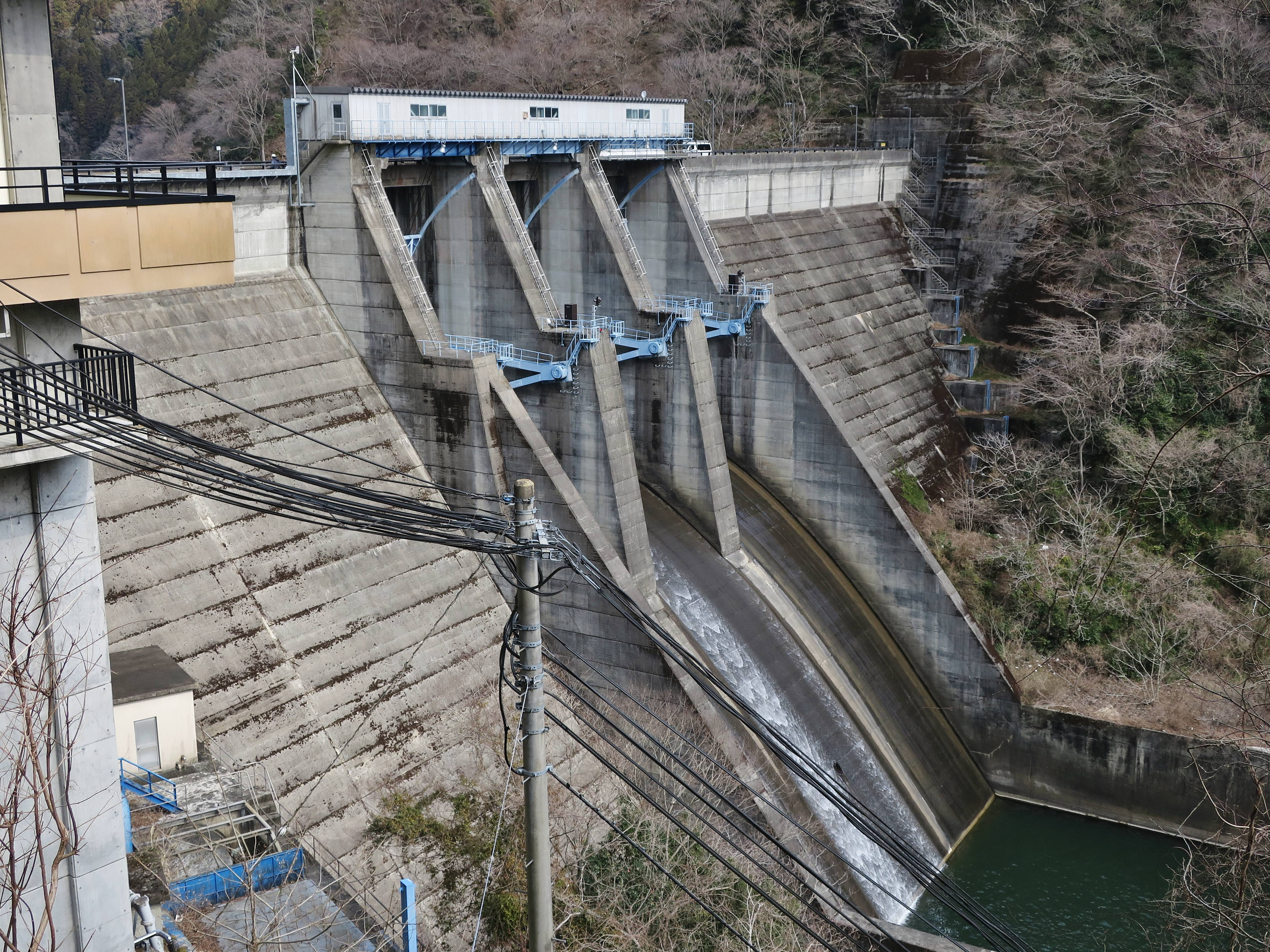
高柴ダム

## 周辺

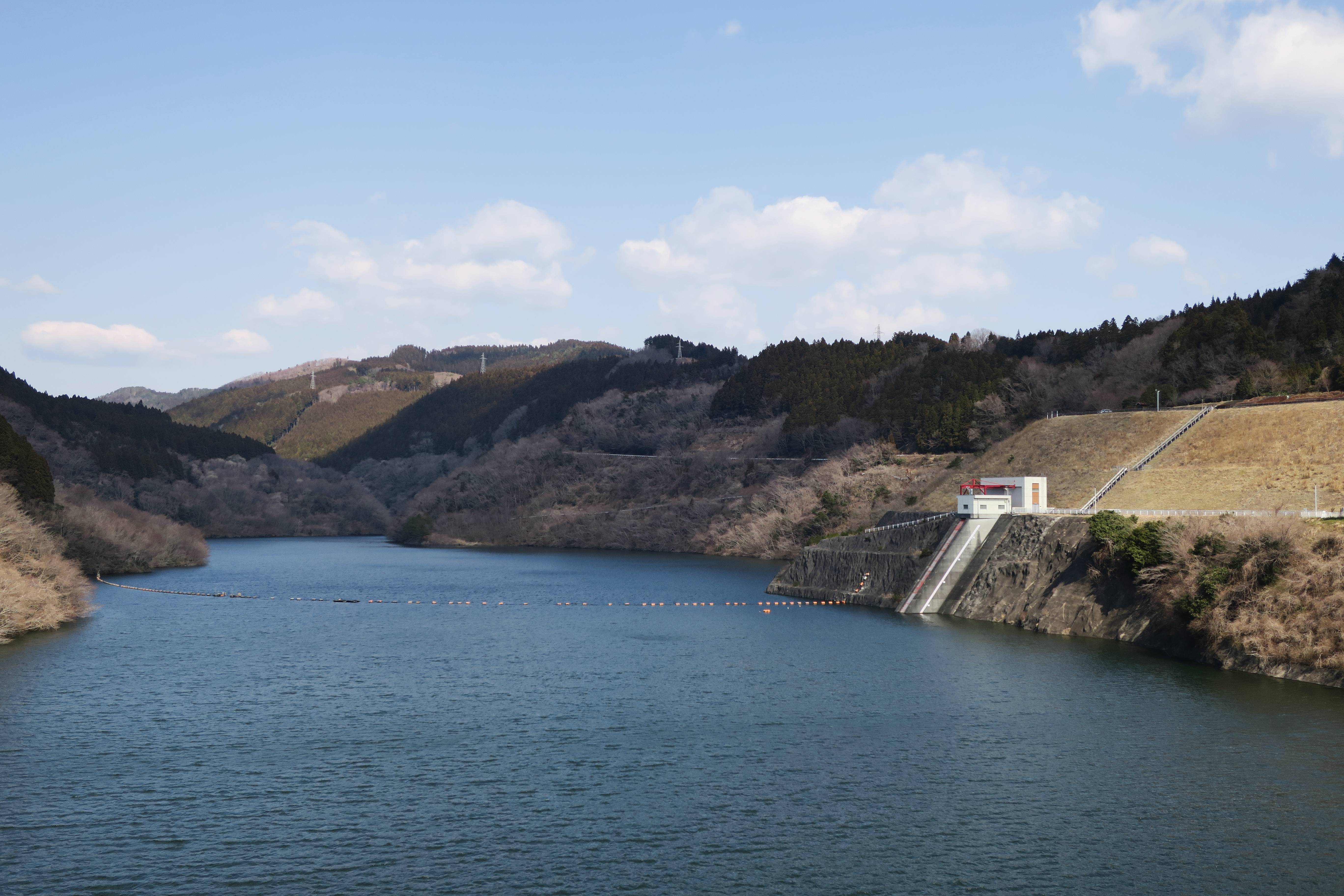
四時湖

四時ダム建設によってできたダム湖は「四時湖」と名付けられた。「森と湖に親しむ旬間」に合わせて「四時ダム祭り」が毎年開催されており、管理所前のメイン会場でのステージ、堤体でのフリーマーケットや企業出展、主ゲート室上屋と左岸監査廊での展示やボートを用いた湖面巡視体験などが行われるなど、一般市民に開かれたダムとして親しまれている。

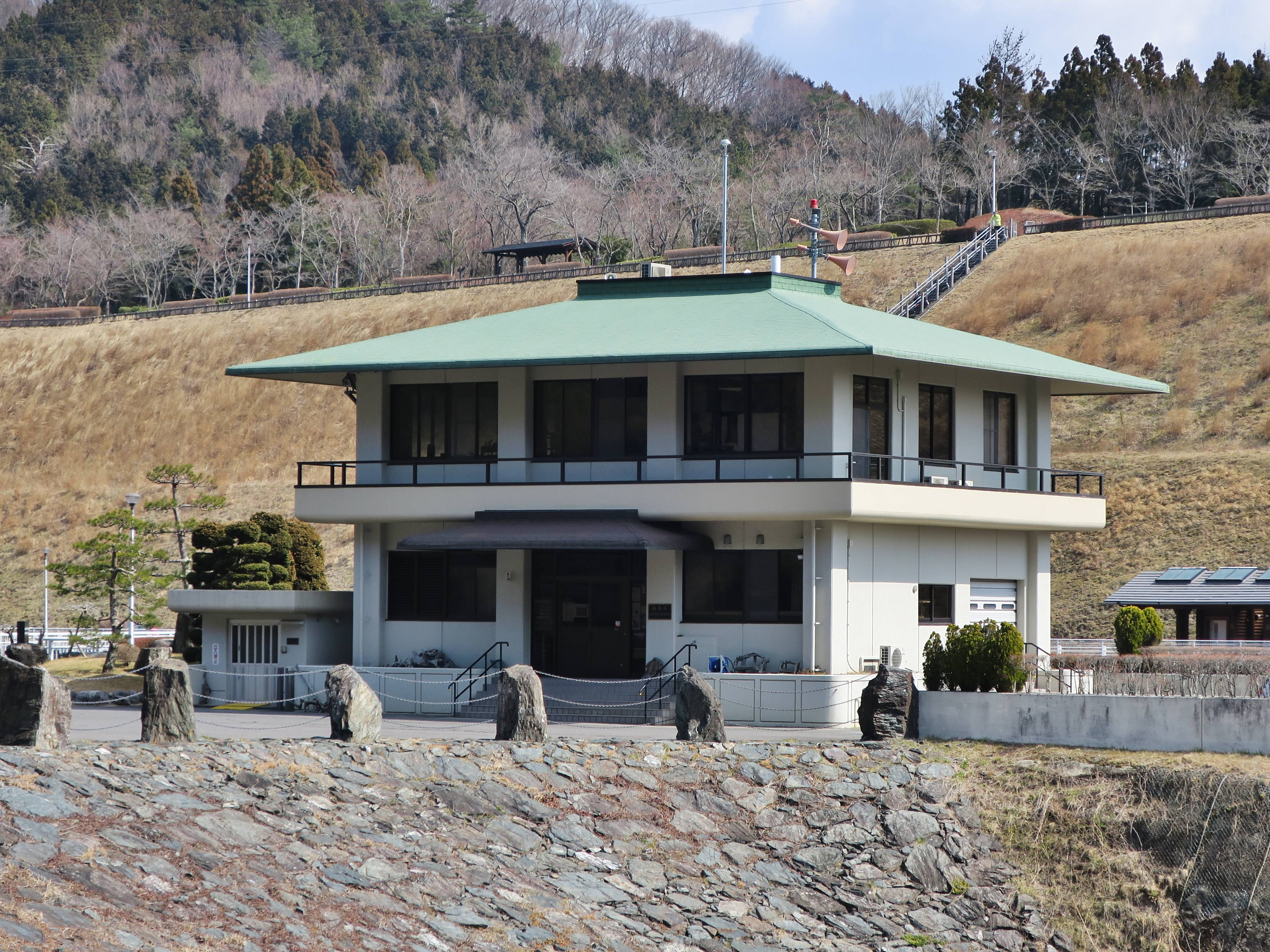
四時ダム管理所
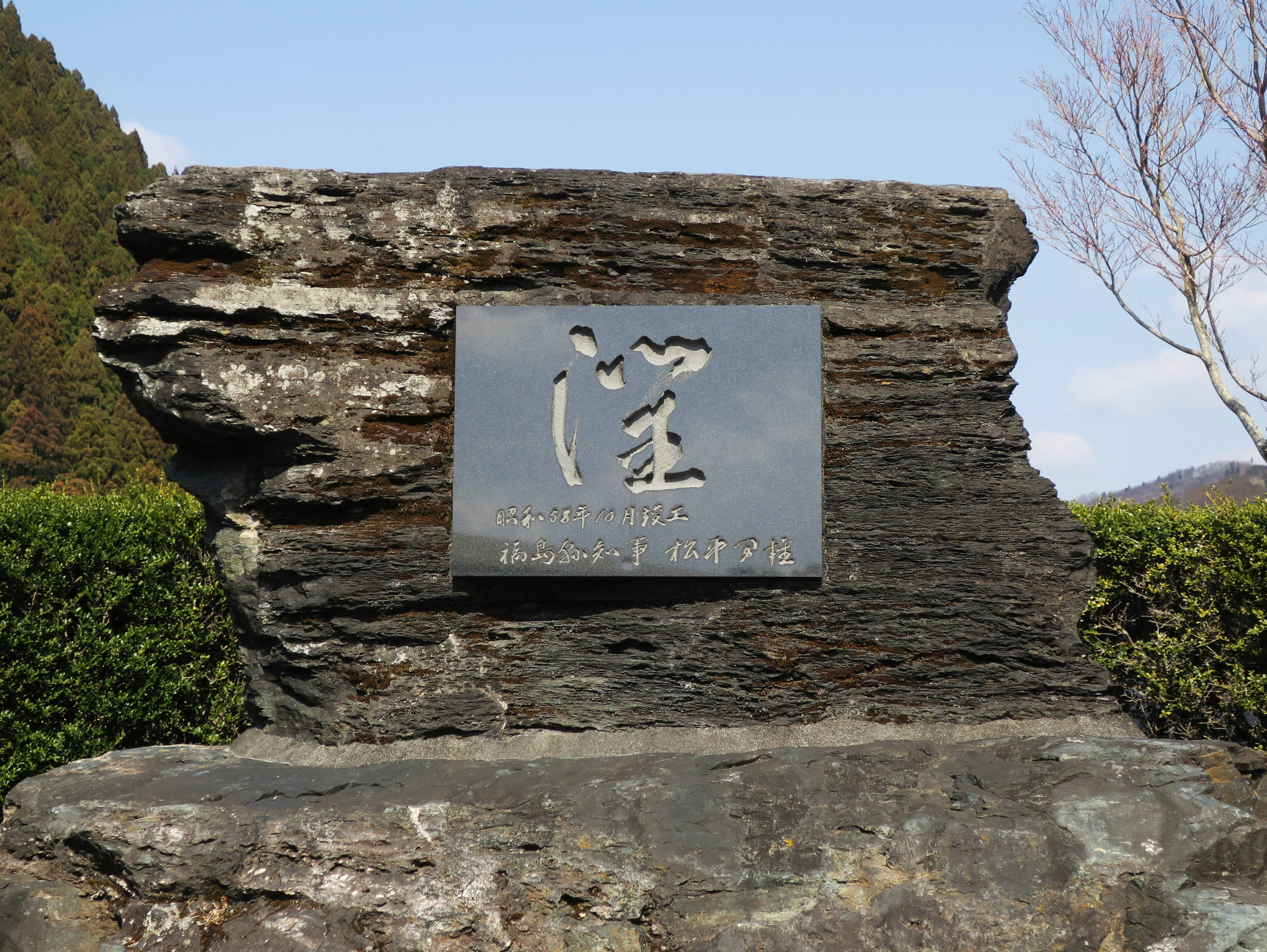
松平勇雄揮毫による記念碑「潤」
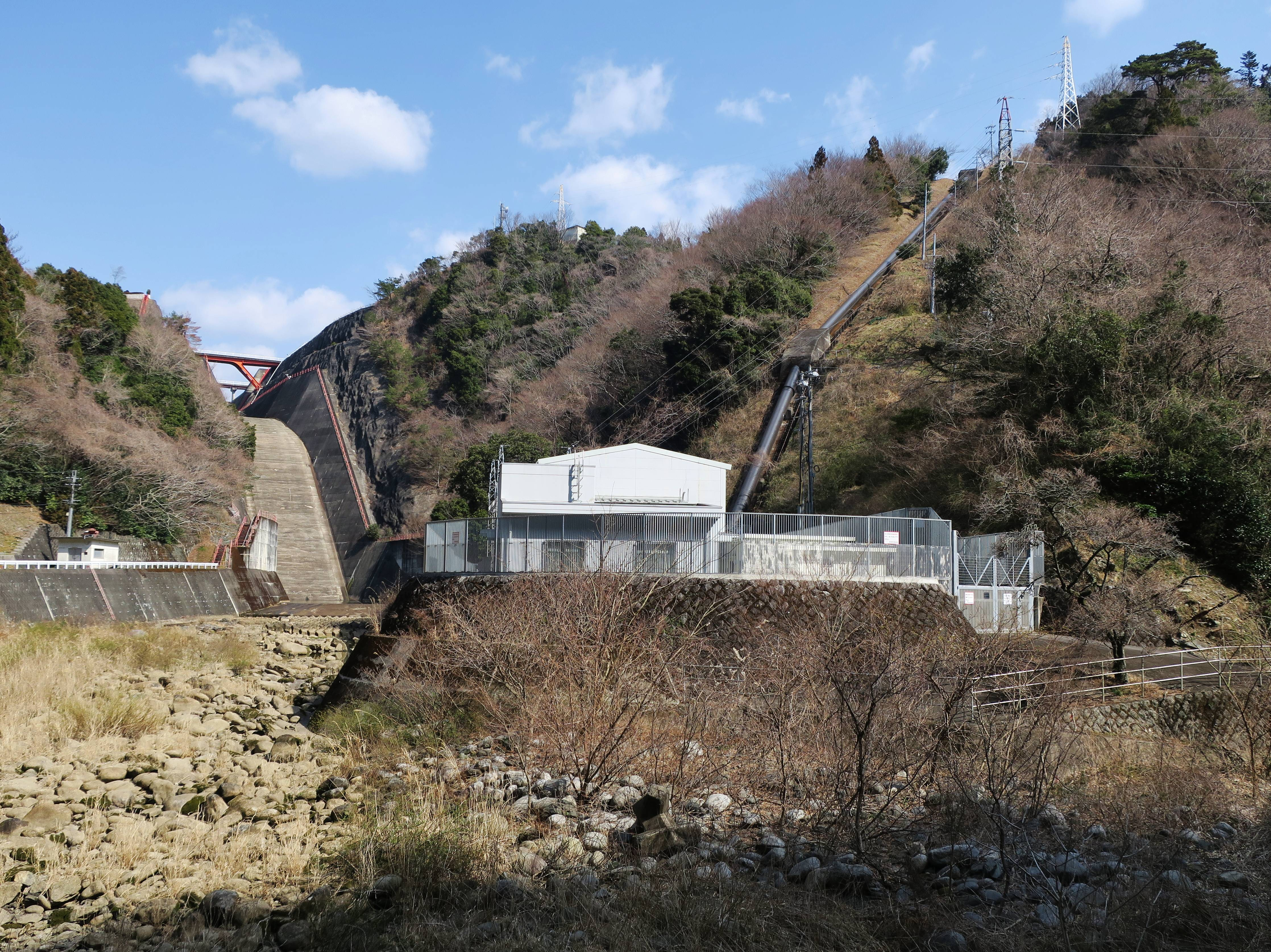
東北電力小川発電所
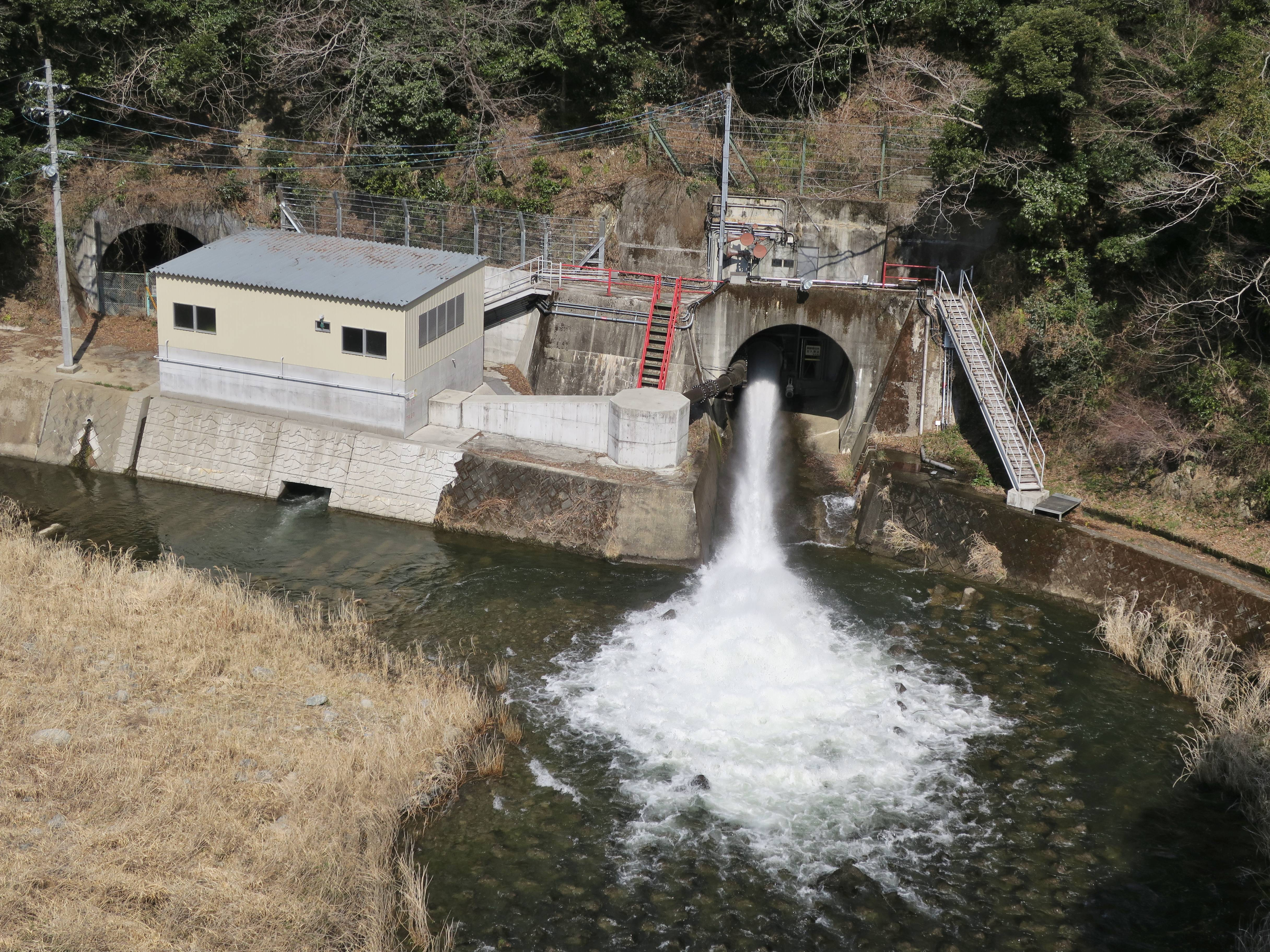
四時ダム発電所と放流バルブ

## その他

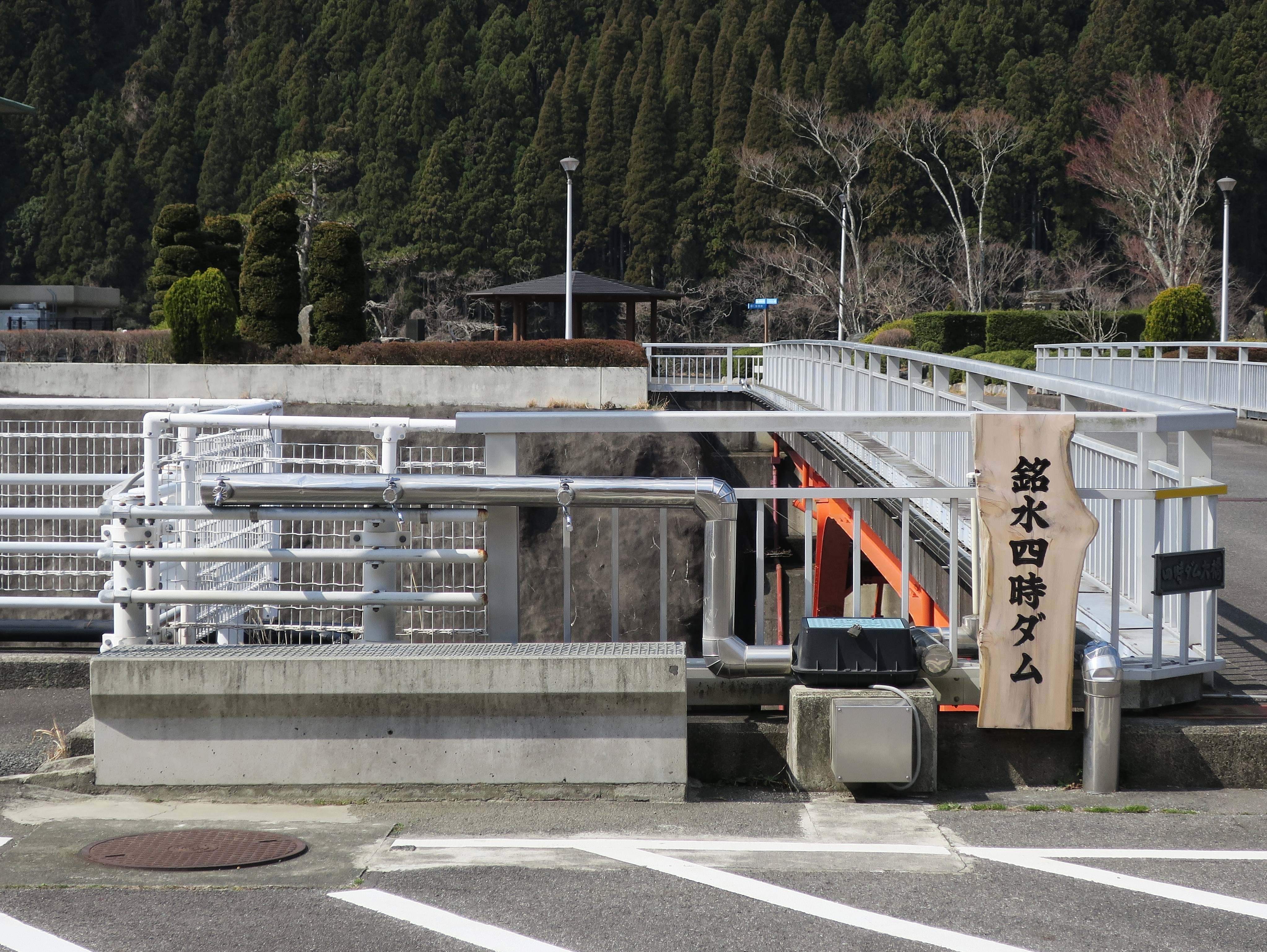
銘水四時ダム
ダム管理所の生活用水は湖水のろ過でまかなっていたが、豪雨の際は濁りがひどく飲用に適さなかったため、飲料水常時確保のための調査を行った結果、ダム内部の監査廊の浸透水が飲用に適した水であると判明し、1993年（平成5年）より利用されてきた。安全のためダム公園施設など一般利用者のための施設では塩素消毒がなされているが、管理所内では原水のまま利用されており、管理所内の水道を利用する機会のあった市民から「おいしい水」として評判になり、持ち帰る者も現れるほどであった。長年に渡る職員の利用でも特に問題がなかったことから、管理所の水道水が「銘水四時ダム」として希望者に提供されている。